# Scotinotylus columbia
Espèce
Synonymes
- Lophomma columbia Chamberlin, 1949

Scotinotylus columbia est une espèce d'araignées aranéomorphes de la famille des Linyphiidae.

## Distribution
Cette espèce est endémique de Colombie-Britannique au Canada,.

## Étymologie
Son nom d'espèce lui a été donné en référence au lieu de sa découverte, la Colombie-Britannique.

## Publication originale
- Chamberlin, 1949 : On some American spiders of the family Erigonidae. Annals of the Entomological Society of America, vol. 41, p. 483-562.